# Лихтнеккерт, Хуберт
Хуберт Лихтнеккерт (нем. Hubert Lichtneckert, неизвестно — неизвестно) — австрийский хоккеист (хоккей на траве), полевой игрок. Участник летних Олимпийских игр 1928 года.

## Биография
Хуберт Лихтнеккерт играл в хоккей на траве за «Вену».
В 1928 году вошёл в состав сборной Австрии по хоккею на траве на летних Олимпийских играх в Амстердаме, занявшей 9-е место. Играл в поле, провёл 3 матча, забил 1 мяч в ворота сборной Дании.
Других данных о жизни нет.